# 枫丹白露区
枫丹白露区（法語：Arrondissement de Fontainebleau）是法国法兰西岛大区塞纳-马恩省所辖的一个区。总面积1287平方公里，总人口155666，人口密度121人/平方公里（2017年）。主要城镇为枫丹白露。

## 辖区
枫丹白露区辖有86个市镇。